# 村井実 (映画評論家)
村井 実（むらい みのる、1926年-2002年）は、ポルノ映画評論家。
秋田県生まれ。東北学院大学卒業。『河北新報』『内外タイムス』の記者をへてフリー。雑誌『成人映画』を九年間にわたって刊行。ピンク映画というネーミングの名付け親とされる。

## 著書
- 『エロティシズム・グラフィティ ポルノEiga学入門』実業之日本社 1981
- 『前ばり文化は健在なり ロマン・ポルノ10年史』近代映画社 1982
- 『女優-私も脱がされた 「芸術」のために何を演じたか』写真編集 ベストセラーズ ワニの本 1983
- 『ポルノ映画おもしろ雑学読本』サンデー社 1983
- 『はだかの夢年代記 ぼくのピンク映画史』山根貞男構成 大和書房 1989

## 参考
- 『はだかの夢年代記』著者紹介